# Aartsbisdom Natal

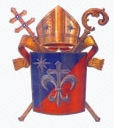
wapen

Het aartsbisdom Natal  (Latijn: Archidioecesis Natalensis, Portugees: Arquidiocese de Natal) is een rooms-katholiek aartsbisdom in Brazilië met zetel in Natal. Het omvat de volgende suffragane bisdommen:
- Caicó
- Mossoró

De huidige aartsbisschop is Jaime Vieira Rocha.
Het (aarts)bisdom telt 2,191 miljoen inwoners, waarvan 80 % rooms-katholiek is (cijfers 2019), verspreid over 106 parochies.

## Geschiedenis
Het bisdom Natal werd in 1909 opgericht en was een afsplitsing van het bisdom Paraíba. Bij de oprichting van de bisdommen Mossoró in 1934 en Caicó in 1939 verloor het grondgebied. Het bisdom Natal werd in 1952 verheven tot aartsbisdom. 